# Бакланов, Леонид Владимирович
Леони́д Влади́мирович Бакла́нов (13 февраля 1924 — 12 июня 2001) — участник Великой Отечественной войны, вожатый военно-служебной собаки 2-го отдельного полка специальной службы 3-й гвардейской армии 1-го Украинского фронта, красноармеец.
Герой Советского Союза (23.09.1944), старшина запаса с 1946 года.

## Биография
Родился 13 февраля 1924 года в городе Симферополе (Крымская АССР, РСФСР). Русский. Образование неполное среднее. Воспитывался в детском доме. Жил в городе Черкассы (Украина), в городе Молотов (ныне Пермь).
В ноябре 1942 года был призван в Красную армию Кагановическим райвоенкоматом города Молотов. На фронте в Великую Отечественную войну с мая 1943 года. В боях был дважды ранен. Вожатый военно-служебной собаки 2-го отдельного полка специальной службы (3-я гвардейская армия, 1-й Украинский фронт) красноармеец Леонид Бакланов отличился в конце июля 1944 года при форсировании реки Сан, захвате и удержании плацдарма на левом берегу реки Висла.
В представлении к званию Героя Советского Союза отмечается:

Вожатый собаки разведывательной службы рядовой Бакланов 13 июля при прорыве обороны противника, действуя с группой разведчиков 58-й стрелковой дивизии, зашёл в тыл противника, внес панику в его рядах. Скрытно подобравшись к батарее противника, забросал расчет гранатами, уничтожив при этом 20 немецких солдат. Там же были захвачены в плен 6 немецких солдат и доставлены в своё расположение.
В ночь с 23 на 24 июля … действовал в группе разведки по очищению от немецкого гарнизона города Белгорай. Дерзким налетом с группой разведки рядовой Бакланов напал на противника с превосходящими силами, внес панику, чем способствовал продвижению наших частей. Будучи с собакой в ночной вылазке, он обнаружил вражескую охрану военно-продовольственных складов. Огнём из личного оружия была рассеяна охрана и захвачен в плен немецкий офицер.
26 июля…с группой разведки одним из первых форсировал р. Сан и под сильным огнём противника, пренебрегая опасностью, пробрался к позиции противника и гранатой уничтожил его пулемёт, чем способствовал переправе наших подразделений через водный рубеж.
30 июля… днем, рискуя собственной жизнью, одним из первых форсировал реку Вислу. Скрытно пробрался вместе с разведчиком Черниковым, гранатами уничтожили расчет пулемёта, мешающий своим огнём переправе наших подразделений, и захватил пулемёт.
При контратаке противника из района населенного пункта Винярки (Польша) ночью 31 июля рядовой Бакланов вместе с разведчиком Черниковым из захваченного пулемёта противника уничтожили до роты солдат противника, чем способствовали переправе подразделений дивизии через реку Висла. Будучи раненым, рядовой Бакланов оставался у пулемёта и продолжал вести огонь до полного уничтожения нападающих гитлеровцев. Только после потери сознания он был доставлен разведчиком Черниковым в санитарную часть".

Указом Президиума Верховного Совета СССР от 23 сентября 1944 года за образцовое выполнение боевых заданий командования на фронте борьбы с немецкими захватчиками и проявленные при этом мужество и геройство красноармейцу Бакланову Леониду Владимировичу присвоено звание Героя Советского Союза с вручением ордена Ленина и медали «Золотая Звезда» (№ 2331).
В 1946 году демобилизован в звании старшины, инвалид войны 2-й группы.
Жил и работал в городе Днепропетровске. Осужден 13 сентября 1949 года Днепропетровским областным судом по ст. 2 Указа Президиума ВС СССР от 4 июня 1947 года, по ст. 56-17 УК УССР (бандитизм), по ст. 70 ч. 2 того же УК (злостное хулиганство) на 20 лет лишения свободы с поражением прав на 5 лет и лишением медалей.
Указом Президиума Верховного Совета СССР от 12 августа 1950 года лишен звания Героя Советского Союза, ордена Ленина и медали «За отвагу».
По определению Верховного Суда от 11 февраля 1956 года ст. 56-17 из приговора исключена за недоказанностью. Срок лишения свободы определён в 15 лет. Указом «Об амнистии» от 27 марта 1957 года срок сокращен на 7 лет 6 месяцев без поражения в правах. Освобожден 14 марта 1956 года.
После отбытия срока наказания проживал на территории Узбекистана, Краснодарского края, Украины.
Вторично осужден 14 июня 1965 года Дзержинским районным судом города Харькова по ст. 214 УК УССР (занятие бродяжничеством и попрошайничеством) к 1 году лишения свободы. Срок наказания отбыл полностью.
С апреля 1986 года жил в селе Гур Козачинского сельского совета, затем — селе Барановка Золочевского района Харьковской области.
Указом Президента СССР от 10 декабря 1990 года Бакланов Леонид Владимирович восстановлен в звании Героя Советского Союза.
В последние годы жизни проживал в городе Золочев. Скончался 12 июня 2001 года.

## Награды
- Медаль «Золотая Звезда» Героя Советского Союза (№ 2331)
- Орден Ленина (№ 13984)
- Орден Отечественной войны I степени (1985)
- Украинский орден Богдана Хмельницкого III степени (1999)
- Медали, в том числе:
  - Медаль «За отвагу» (2.07.1944)
  - Медаль «За оборону Сталинграда»
  - Медаль «За победу над Германией в Великой Отечественной войне 1941—1945 гг.»
  - Юбилейная медаль «Двадцать лет Победы в Великой Отечественной войне 1941—1945 гг.»
  - Юбилейная медаль «Тридцать лет Победы в Великой Отечественной войне 1941—1945 гг.»
  - Юбилейная медаль «Сорок лет Победы в Великой Отечественной войне 1941—1945 гг.»
  - Медаль «За взятие Берлина»
  - Медаль «За освобождение Варшавы»
  - Медаль «За освобождение Праги»

## Память
- Похоронен на кладбище города Золочев, на могиле установлен памятник.